# Berningerus maynei
Berningerus maynei är en skalbaggsart som beskrevs av Stefan von Breuning 1956. Berningerus maynei ingår i släktet Berningerus och familjen långhorningar. Inga underarter finns listade.